# Joachim Rademacher
Joachim Rademacher (Magdeburg, 20 de enero de 1906 - 21 de octubre de 1970) fue un jugador de waterpolo y nadador alemán.

## Biografía
Compitió en las dos disciplinas: natación y waterpolo.
Su hermano Erich Rademacher, también fue un waterpolista internacional alemán.

## Títulos
Como jugador de waterpolo de la selección de Alemania
- Oro en los Juegos Olímpicos de Ámsterdam 1928.
- Plata en los Juegos Olímpicos de Los Ángeles 1932.

Como nadador
- Oro en los campeonatos de Europa de Natación en 4 × 200 m Libres en Budapest 1926.
- Bronce en los campeonatos de Europa de Natación en 1500 m Libres en Budapest 1926.